# Amphichondrius
Amphichondrius is een geslacht van slangsterren uit de familie Amphiuridae.

## Soorten
- Amphichondrius granulatus (Lütken & Mortensen, 1899)
- Amphichondrius laevis Ziesenhenne, 1940